# Episodi di Royal Pains (ottava stagione)
L'ottava e ultima stagione della serie televisiva Royal Pains, composta da otto episodi, è stata trasmessa in prima visione assoluta negli Stati Uniti d'America dal canale USA Network dal 18 maggio al 6 luglio 2016.
In Italia è stata trasmessa in prima visione sul canale Premium Stories di Mediaset Premium dal 26 agosto al 16 settembre 2016. In chiaro viene trasmessa dal 2 all'11 agosto 2017 su Italia 1.
| n° | Titolo originale          | Titolo italiano        | Prima TV USA   | Prima TV Italia   |
| -- | ------------------------- | ---------------------- | -------------- | ----------------- |
| 1  | Stranger Danger           | Matrimonio last-minute | 18 maggio 2016 | 26 agosto 2016    |
| 2  | Palpating the Orbital Rim | Hackeraggio            | 25 maggio 2016 | 26 agosto 2016    |
| 3  | Fly Me to Kowloon         | Viaggio a Hong Kong    | 1º giugno 2016 | 2 settembre 2016  |
| 4  | Doubt of Africa           | Mal d'Africa           | 8 giugno 2016  | 2 settembre 2016  |
| 5  | Saab Story                | La vecchia Saab        | 15 giugno 2016 | 9 settembre 2016  |
| 6  | Home Sick                 | Casa dolce casa        | 22 giugno 2016 | 9 settembre 2016  |
| 7  | The Good News Is...       | La buona notizia è...  | 29 giugno 2016 | 16 settembre 2016 |
| 8  | Uninterrupted             | Non finisce qui        | 6 luglio 2016  | 16 settembre 2016 |